# Michael Müller-Preußker
Michael Müller-Preußker (* 26. September 1946 in Potsdam; † 12. Oktober 2015 in Berlin) war ein deutscher Physiker.

## Leben
Nach dem Abitur 1965 in Berlin studierte Müller-Preußker Physik an der Humboldt-Universität zu Berlin. Mit seiner Dissertation Summenregeln für Partialwellenamplituden bei endlicher Energie im Helizitätsformalismus  wurde er dort 1973 zum Dr. rer. nat. promoviert. 1972–1993 war Müller-Preußker Assistent und dann Oberassistent im Forschungsbereich Teilchen und Felder der Humboldt-Universität. Zwischenzeitlich forschte er 1978–1983 im Vereinigten Institut für Kernforschung in Dubna. Eine Karriere war ihm in der DDR verwehrt, da er sich weigerte, in die SED einzutreten.
Nach der friedlichen Revolution in der DDR 1989 vertrat Müller-Preußker eine Professur für Theoretische Physik an der Universität Bielefeld. 1993 wurde er zum Universitätsprofessor für die Theorie der Elementarteilchen an der Humboldt-Universität berufen. Dort leitete er bis zu seiner Emeritierung 2011 und danach als Seniorprofessor die Arbeitsgruppe Phänomenologie/Gittereichtheorie. Er stand in engem Kontakt mit dem CERN in Genf, dem International Centre for Theoretical Physics in Triest, dem Niels-Bohr-Institut in Kopenhagen und der Karl-Franzens-Universität Graz.
In der Zeit der Umstrukturierung der Humboldt-Universität war Müller-Preußker 1994–1996 Vizepräsident der Universität und 2002–2006 Prodekan für Lehre und Studium an der Mathematisch-Naturwissenschaftlichen Fakultät I, als die neuen Bachelor- und Master-Studiengänge eingeführt wurden. 2006–2010 war er Geschäftsführender Direktor des Instituts für Physik der Humboldt-Universität.
Müller-Preußker wurde 2011 zum designierten Vorsitzenden der Physikalischen Gesellschaft zu Berlin (PGzB) gewählt, so dass er 2012–2014 den Vorsitz und danach den stellvertretenden Vorsitz innehatte. Er gewann die Berliner Repräsentanz der Siemens AG für eine Förderung des Physik-Studienpreises der PGzB für Studierende mit einem hervorragenden Master-Abschluss. Auch setzte er sich für einen neuen Preis der PGzB für begeisternde Physik-Lehrer ein, der 2015 gestiftet wurde. Er war wesentlich an der Neuordnung des Archivs der PGzB im Berliner Magnus-Haus beteiligt, insbesondere im Hinblick auf die Vereinigung der Deutschen Physikalischen Gesellschaft und der PGzB mit der Physikalischen Gesellschaft der DDR.